# Корпорация развития Ульяновской области
АО «Корпорация развития Ульяновской области» — региональный институт развития, занимающийся привлечением инвестиций в экономику региона, созданием и развитием индустриальных парков Ульяновской области и сопровождением инвестиционных проектов.
Корпорация развития Ульяновской области функционирует как единый диспетчерский центр, оптимизирующий процесс вхождения инвестора в регион, предлагая инвесторам готовые площадки с подготовленной инфраструктурой для ведения бизнеса. В Ульяновской области разработана эффективная система льгот и субсидий для российских и зарубежных инвесторов.

## Основные направления деятельности
- Поиск и привлечение инвестиций в экономику региона;
- Сопровождение инвесторов в режиме «Одного окна»;
- Развитие инфраструктуры промышленных зон, индустриальных парков и технопарков ;
- Развитие портовой особой экономической зоны на базе аэропорта «Ульяновск-Восточный»;
- Развитие государственно-частного партнёрства;
- Организация финансирования инфраструктурных проектов;
- Активный инвестиционный маркетинг региона;
- Повышение инвестиционной привлекательности региона;
- Организация участия и проведение форумов и выставок.

АО «Корпорация развития Ульяновской области» выполняет функции управляющей компании промышленной зоны «Заволжье», которая расположена на территории г. Ульяновска.
Одно из ключевых направлений деятельности Корпорации развития Ульяновской области — работа по привлечению инвестиций.
При содействии Корпорации развития Ульяновской области за 5 лет на территории региона начали производственную деятельность компании SABMiller (пивоваренный завод), Mars (заводы по производству сухих и влажных кормов для домашних животных, фабрика по производству кондитерских изделий), Henkel (завод по производству сухих строительных смесей), заводы по производству автокомпонентов компаний Takata и Schaeffler, композитных авиакомплектующих ЗАО АэроКомпозит, нанотехнологический центр, McDonald’s (2 ресторана быстрого питания), КТЦ Металлоконструкция (производство металлоконструкций), ТД «Талина» (реконструкция свиноводческого комплекса «Рощинский»), горно-обогатительный комбинат на базе месторождений кварцевых песков компании Quarzwerke, реализованы инвестиционные проекты компаний «Мобильные ТелеСистемы» (крупнейший в России контактный центр), «Альфа-Банк» (операционный центр).
На стадии строительства в настоящее время заводы по производству шин Bridgestone, станков компании Gildemeister, лакокрасочных материалов компании Hempel, оконного ПВХ-профиля предприятия Народный пластик, гофролиста и гофроупаковки ЗАО ПМ Пакаджинг, модернизация цементного завода компании «Мордовцемент», строительство гостиницы международного уровня «Hilton Garden Inn».
По итогам 2012 года Ульяновская область занимает по темпам роста инвестиций в основной капитал 2-е место среди регионов Приволжского федерального округа и 11-е место по России.

## Развитие портовой особой экономической зоны (ПОЭЗ)
В июне 2008 года Ульяновская область стала одним из победителей {Постановление Правительства Российской Федерации от 30.12.2009 № 1163 предусматривает создание в аэропорту «Ульяновск Восточный» первой очереди ПОЭЗ площадью до 120 га с перспективой развития территории второй очереди площадью до 640 га} конкурса на право создания портовой особой экономической зоны (ПОЭЗ) на территории региона.
ПОЭЗ, создаваемая на базе аэропорта «Ульяновск-Восточный», ориентирована на использование авиастроительного потенциала региона, в связи с чем на её территории планируется развитие таких видов деятельности, как: ремонт и техническое обслуживание воздушных судов; производство авиатехники и авиакомплектующих; аэропортовые и транспортно — логистические услуги.
В рамках развития авиационной составляющей Правительством Ульяновской области подписаны соглашения с ОАО «ОАК» и ЗАО «Аэрокомпозит» о размещении на территории региона производства композиционных изделий, компанией Evektor о намерениях по созданию в г. Ульяновске производства турбовинтового воздушного судна EV-55, авиакорпорацией «Витязь» о намерениях по созданию в Ульяновской области сборочного производства самолётов DHC-6 Twin Otter Series 400, ООО «ФЛ Техникс Ульяновск» — дочерней организации международной компании «Avia Solutions Group» (Литва) о создании центра технического обслуживания воздушных судов Boeing, Airbus и других типов на территории ПОЭЗ.
Первыми резидентами ульяновской портовой зоны, получившими официальный статус, стали компании ООО «Волга-Днепр Техникс Ульяновск», ООО «ФЛ Техникс Ульяновск» и ООО "Авиационный завод «Витязь». На апрель 2013 г. в портовой зоне зарегистрированы шесть резидентов. Помимо первых трёх, экспертный совет по особым экономическим зонам одобрил проекты компаний ОАО «Авиаприбор-Холдинг» — ООО «Интеравионика», ООО «ААР-Рус» и ЗАО «ПРОМТЕХ — Ульяновск».
Корпорация развития региона также осуществляет взаимодействие с Роснано по подготовке проектов в сфере нанотехнологий. В ноябре 2010 г. проект Ульяновского Центра Нанотехнологий признан победителем конкурса и станет одним из 12 нанотехнологических центров в Российской Федерации. 4 октября 2011 г. заключено инвестиционное соглашение о создании нанотехнологического центра в Ульяновской области.
Успешно функционирует Ульяновский технопарк, учредителем которого является Корпорация развития Ульяновской области.

## Акционеры и руководство
Корпорация создана на основании распоряжения Министерства государственного имущества и земельных отношений Ульяновской области № 913-р от 26 мая 2008 г. "Об условиях приватизации ОГУП «Областной архитектурно-градостроительный геоинформационный сервис». Уставный капитал в настоящее время составляет 357 068 400 рублей и состоит из 3 570 684 именных бездокументарных акций номинальной стоимостью 100 рублей. Все акции принадлежат единственному учредителю — Ульяновской области в лице Департамента государственного имущества и земельных отношений.

## Совет директоров
- Морозов Сергей Иванович — губернатор — председатель Правительства Ульяновской области;
- Смекалин, Александр Александрович — министр стратегического развития и инноваций Ульяновской области;
- Водолазко Марина Николаевна — директор Департамента государственного имущества и земельных отношений Ульяновской области;
- Рябов Дмитрий Александрович — генеральноый директор ОАО «Корпорация развития Ульяновской области»;
- Васин Сергей Николаевич — исполнительный директор ОАО «Корпорация развития Ульяновской области».